# SATA Internacional
El Servei de Transport Aeri Açorià PE (SATA) és una companyia aèria de la Regió autònoma de les Açores, amb seu a Ponta Delgada. Inclou les empreses SATA Air Açores i Azores Airlines. En el plànol internacional, realitza vols cap a Madeira i destinacions a Europa i Amèrica del Nord.